# Parque 25 de Agosto
El Parque 25 de Agosto se ubica a 1 km del centro de la ciudad de Tacuarembó, Uruguay, en el predio de la Laguna de las Lavanderas.

## Historia
A principios del 1900, en la Villa de San Fructuoso, se comenzaba a despertar un cierto interés por el fútbol. Los jóvenes de aquella época solían practicarlo en los terrenos baldíos que rodeaban a la villa, que eran muchos. 
Debido a este interés y por iniciativa del intendente del momento Sr. Oliver, en 1909 el gobierno departamental llegó a un acuerdo con los señores Juan Domingo López y Pedro Bidegain, dueños del predio de la Laguna de las Lavanderas,  y se la declaró de interés público, así como también a sus terrenos adyacentes. 
A estos terrenos linderos a la laguna, se los acondicionó para que oficiaran de cancha y fue así que se dio paso a la construcción del primer estadio con el que contó la Villa San Fructuoso y Tacuarembó, más tarde.
En sus inicios se denominó a la cancha "cancha de los san fructuosos", pero luego de acondicionarla con un alambrado y pequeñas gradas se la denominó Parque 25 de Agosto.
En 1910, se disputó el primer partido entre el Combinado de San Fructuoso y el Combinado de Rivera.
En el año 2010 el parque cumplió 100 años de existencia, en donde se recordó aquel 24 de agosto de 1910 cuando se lo inauguró.